# یواس‌اس اندومیون (ای‌آرال-۹)
یواس‌اس اندومیون (ای‌آرال-۹) (به انگلیسی: USS Endymion (ARL-9)) یک کشتی بود که طول آن ۳۲۸ فوت (۱۰۰ متر) بود. این کشتی در سال ۱۹۴۳ ساخته شد.